# Kantenoszillation

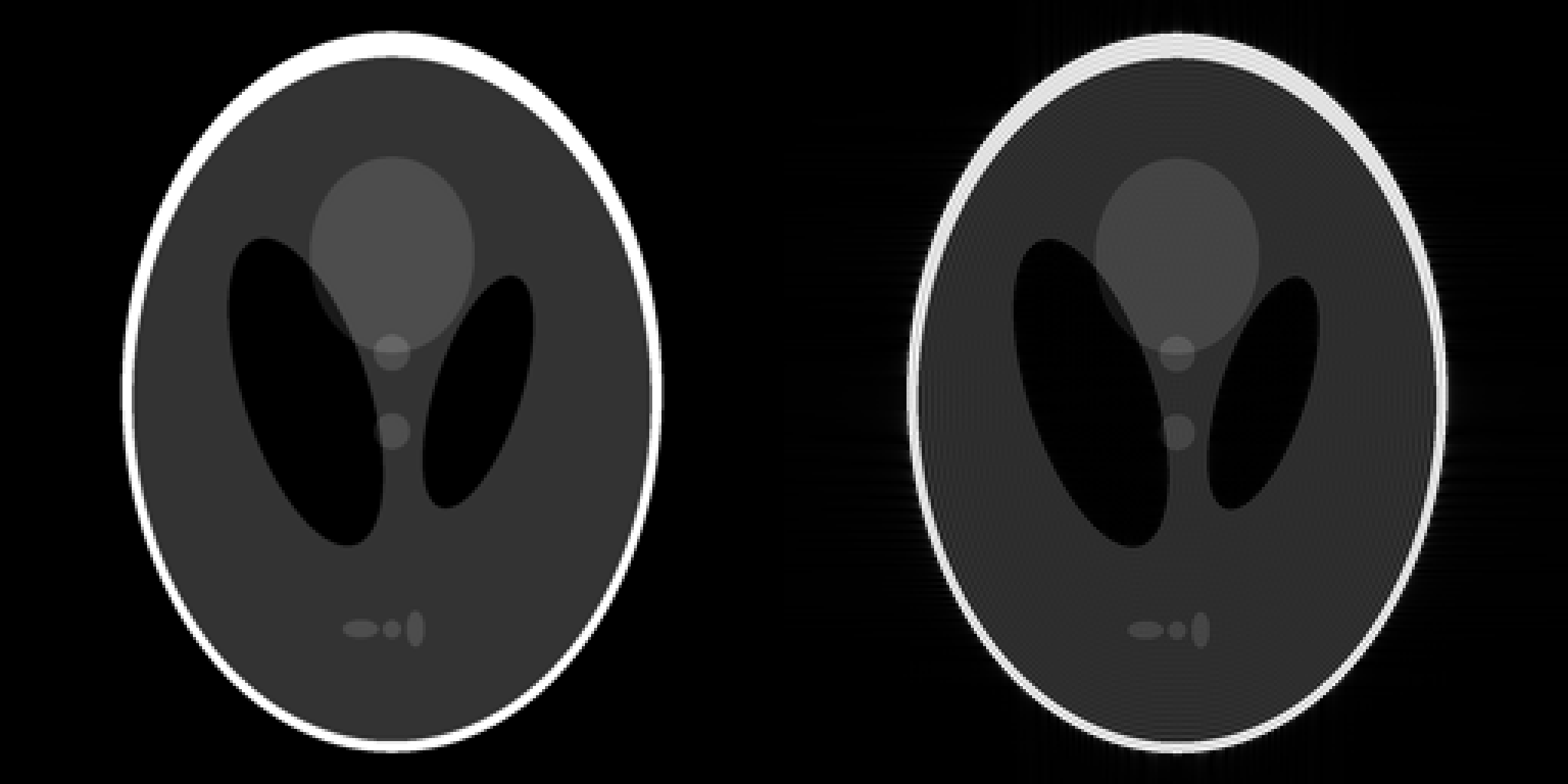
Shepp-Logan Phantom ohne (links) und mit Kantenoszillationen (rechts).

Kantenoszillation ist ein Bildartefakt das bei der Kernspintomographie auftritt. Im Bild stellt sich die Kantenoszillation als periodisch wiederkehrende Linien entlang von scharfen Objekt-Kanten oder abrupten Gewebsübergängen dar. Dieser Effekt ist besonders ausgeprägt bei Übergängen mit starken Unterschieden der Signalintensität. Ursache der Kantenoszillation ist die zeitliche begrenzte Abtastung des analogen MRT-Signals, wodurch das Objekt nicht vollständig rekonstruiert werden kann. Das Artefakt ist eine zweidimensionale Variante des Gibbsschen Phänomens.
Synonyme: Abschneidungs- oder Trunkationsartefakt; Gibbs-Ringing (siehe Gibbssches Phänomen)